# Soul Train
Soul Train è stato un programma televisivo, trasmesso negli Stati Uniti d'America dal 2 ottobre 1971 al 27 marzo 2006 grazie al metodo della syndication, costituente un varietà basato sulla musica e sulla danza moderna.
Nei suoi 35 anni di storia, lo show ha ospitato nei suoi studi moltissimi artisti di diversi generi musicali, in particolar modo rhythm and blues, soul, dance pop e hip hop, sebbene vi abbiano trovato terreno fertile anche grandi esponenti del funk, del jazz, della disco music e della musica gospel.

## Storia
Il programma venne lanciato nei primi anni settanta da Don Cornelius, che era solito recitare, in ogni puntata gli slogan, divenuti celeberrimi, «Benvenuti, state compiendo il viaggio più hippy di tutta l'America!» (The hippest trip in America), e Sono Don Cornelius, e come sempre, vi auguriamo amore, pace... e soul! (I'm Don Cornelius, and as always in parting, we wish you love, peace... and soul!)
Nelle ultime stagioni, all'inizio di ogni puntata, veniva annunciato che Soul Train fosse il "programma più longevo mai trasmesso su scala nazionale grazie alla syndication nella storia della TV americana": infatti, dal debutto fino all'ultima stagione, sono stati registrati più di 1100 episodi. 
Soul Train andò in onda fino alla stagione 2005-2006, che venne sospesa assieme alla produzione. I seguenti due anni venne trasmesso un revival denominato The Best of Soul Train, una serie che ripercorre alcuni di quelli che sono considerati i migliori momenti della serie.
Soul Train detiene il record del maggior numero di stagioni complete prodotte di seguito, pari a 34 (primato battuto nel 2016 dal notiziario Entertainment Tonight e, nel 2018, dall'edizione statunitense della Ruota della fortuna -nella categoria riservata alle trasmissioni di intrattenimento-).